# Miconia nobilis
Miconia nobilis är en tvåhjärtbladig växtart som beskrevs av Henry Allan Gleason. Miconia nobilis ingår i släktet Miconia och familjen Melastomataceae. Inga underarter finns listade i Catalogue of Life.